# Bulbophyllum stellula
Bulbophyllum stellula là một loài phong lan thuộc chi Bulbophyllum.